# Tony Mowbray
Tony Mowbray, född 22 november 1963 i Saltburn, är en engelsk fotbollstränare och tidigare spelare (försvarare). 
Under sin spelarkarriär representerade Mowbray Middlesbrough i ett årtionde, innan han flyttade till skotska Celtic och avslutade karriären med Ipswich Town. Han inledde sin tränarkarriär med skotska Hibernian, och vann under sin första säsong pris som seriens bäste tränare, utsedd av Scottish Football Writer's Association. Mowbray ledde klubben till två topp-fyra placeringar i Scottish Premier League i sina två säsonger med klubben.
Hans nästa uppdrag blev West Bromwich Albion, som han säsongen 2007/2008 ledde till semifinal i FA-cupen och seger i Championship, varvid han också vann pris som årets bäste manager i divisionen. När West Brom säsongen därpå slutade sist i Premier League valde Mowbray att gå vidare till Celtic, där han dock endast blev kvar i tio månader innan han fick sparken på grund av sviktande resultat. Mowbray tillbringade tre säsonger mellan 2010 och 2013 med Middlesbrough i Championship, och kunde uppvisa en sjundeplats 2011/2012 som bästa resultat.
I mars 2015 värvades Mowbray till Coventry med uppdrag att rädda klubben kvar i League One, vilket han lyckades med och blev kvar i klubben till september 2016. Den 22 februari 2017 gavs han tränarjobbet i Blackburn Rovers, som då låg på 23:e plats i Championship, åter med förhoppningen att han skulle kunna undvika nedflyttning. Trots förbättrad form under våren blev Blackburn till sist nedflyttade på målskillnad, men Mowbray ledde klubben till direktuppflyttning redan säsongen därpå med en andraplats i League One. Efter fem år som huvudtränare i Blackburn Rovers lämnade Mowbray i maj 2022 sitt uppdrag som huvudtränare och ersattes av danska Jon Dahl Tomasson.
Den 30 augusti 2022 anställdes Mowbray som ny huvudtränare i Sunderland. Den 4 december 2023 blev han avskedad av klubben.